# さいたま市立浦和中学校・高等学校
さいたま市立浦和中学校・高等学校（さいたましりつ うらわちゅうがっこう・こうとうがっこう）は、埼玉県さいたま市浦和区元町に所在する市立中学校・高等学校。男子校の県立浦和高校と区別して「市立浦和（いちりつうらわ）」と呼ぶ。生徒や卒業生、地元では「市高（しこう）」と呼ぶこともある。また、中学校は「浦中（うらちゅう）」と呼ばれている。

## 概要
浦和市立高等学校（1943年4月開校）と浦和市立女子高等学校（1940年4月開校）を統合し、1950年に新設「浦和市立高等学校」として開校した。2007年には中高一貫校となった。
内部進学生徒は学習進度に違いがあるため高校入学生徒とは別クラスの構成となるが、体育と芸術の授業のみ2クラス合同で行われる。
一般的に高校では、中学校から進学してくる生徒を"内進生"(内部進学生徒の略)、高校から入学してくる生徒を"高入生(高校入学生徒)"という。

## 募集定員
募集定員は、中学は1学年に2学級80名、高校から入学する生徒は1学年に6学級となっている（年度によって高校は7学級の年もある）。

## 沿革
- 1940年2月 - 浦和市立高等女学校を設立。
- 1940年4月 - 浦和市立高等女学校、浦和市領家仮校舎（現・さいたま市領家公民館と木崎小学校の一部）で開校。
- 1941年4月 - 浦和市立高等女学校、現位置に新校舎落成、仮校舎より移転。
- 1943年4月 - 浦和市立中学校を設立し、浦和市立六辻小学校仮校舎で開校。
- 1948年4月 - 浦和市立中学校が学制改革により、浦和市立高等学校となる。浦和市立高等女学校が学制改革により、浦和市立女子高等学校となる。
- 1950年4月 - 浦和市立高等学校（1943年4月開校）と浦和市立女子高等学校（1940年4月開校）を統合し、新設・浦和市立高等学校となる。
- 2001年4月 - 三市（浦和市・大宮市・与野市）が合併し、さいたま市発足により、さいたま市立浦和高等学校となる。
- 2007年4月 - 中高一貫教育校として、さいたま市立浦和中学校を併設開校。
- 2008年4月 - 中高一貫プール・研修・合宿棟工事落成。
- 2021年5月 - 人工芝グラウンドが完成。
- 2021年6月 - 高校の開校80周年記念式典をオンラインで実施。

## 教育・カリキュラム
3学期制・50分授業で、ノーチャイム制となっている。
高校では月曜日8時間授業、火～金曜日6時間授業に加えて、隔週土曜日にも4時間授業を行う。
2年・3年次には文系・理系に分かれる類型制を導入している。
中学生は、月曜1時限目は60分で、MSUが行われる（MSUの概要は下記を参照）。土曜授業は中学は年12回、4時間の授業を行っている。

### MSU
さいたま市立浦和中学校で実施されている「Morning Skill Up Unit」の略称。主に月曜朝と第1時限目の日課に数・国・英、それぞれ各20分間ずつの学習時間を設けている。学校から貸与される一人一台のノートパソコンを活用したe-ラーニングをベースとし、基礎学力の向上と豊かな教養を身につけることを目的とする。

## 制服
女子の制服はセーラー服で上着に薄く高校は紺色、中学は緑色のストライプ模様が入っている。基本はスカートだが、学校指定のスラックスの着用も認められている。また男子は黒の詰襟である。

## 部活動
サッカー部が強豪で、計8回（選手権4回・インターハイ1回・国体3回）の全国制覇の経験がある。選手権優勝4回は埼玉県内最多となる。
選手権初出場は1959年で、直近では2013年に選手権に出場した。
2021年5月には、県内公立校としては浦和南高校に次いで2例目の人工芝グラウンドが完成した。
- サッカー部

全国高等学校サッカー選手権大会14回出場（優勝4回・準優勝1回・4強2回）
全国高等学校総合体育大会（インターハイ）10回出場（優勝1回・準優勝1回・4強1回）
国民体育大会（優勝3回・準優勝1回・4強1回）
- 野球部

全国高等学校野球選手権大会1回出場
1988年（第70回）に初出場し、ベスト4の実績を残した。
県大会ノーシードで平均身長171センチ、県大会のチーム打率2割5分4厘は、ともに甲子園出場49校中最低であったが、1回戦から準々決勝まで佐賀商・常総学院・宇都宮学園（延長10回）・宇部商（延長11回）と対戦し勝ち進んだ。準決勝で優勝校の広島商に敗れた。初出場でベスト4入りしたことから「さわやか旋風」と呼ばれた。
- 吹奏楽部

全日本吹奏楽コンクール西関東支部大会8回出場(金賞5回・銀賞3回)
全日本高等学校吹奏楽大会in横浜5回出場(審査委員長賞3回・実行委員長賞2回)
- インターアクト部

アカデミックディベートの全国大会の一つである全国高校生英語ディベート大会（全国英語ディベート連盟（HEnDA）主催）では、2010年の第5回大会で同校としての初優勝し、2015年の第10回大会では栄光学園高等学校に続き同大会で2回優勝した2校目の学校となり、2017年度に全国高校生英語ディベート大会で3度目の全国優勝を日本で初めて達成した。2020年に同大会で4回の優勝する初の学校となった。次いで2021年、2022年ともに全国優勝を果たし、史上初の全国大会三連覇を成し遂げた。また、パーラメンタリーディベートの大会としてはPDA高校生即興型英語ディベート全国大会で2016年に開催された第2回大会と2019年に開催された第5回大会での2度の準優勝のほか、2016年、2017年、2020年にそれぞれ開かれたPDA高校生パーラメンタリーディベート世界交流大会（PDAWC）で3回の出場し、第1回大会ではNon-Nativeの部門で優勝している。また、韓国北東アジア選手権出場、NSDA全米大会出場などの実績を持つ。
- 放送部

2021年度、テレビドキュメント部門で2015年以来6年ぶりとなるNHK杯全国高校放送コンテストへの出場を果たした。

## 進路
令和2年度は卒業生364名のうち、現役で109名が国公立大学へ進学した。

## 著名な出身者

### 政治
- 永瀬洋治 - 元川口市市長
- 武藤博 - 元上福岡市市長

### 文化
- 野島伸司 - 脚本家
- むらかわみちお - 漫画家
- 榎本一夫 - デザイナー
- 筒井富栄 - 歌人（旧制浦和市立高等女学校）

### 芸能
- 紫峰七海 - 元宝塚歌劇団花組男役
- 朝岡実嶺 - 女優
- 大野拓朗 - 俳優

### マスコミ
- 町亞聖 - フリーアナウンサー・元日本テレビアナウンサー、報道部記者
- 蓮見孝之 - TBSアナウンサー
- 陣内智衣 - フリーアナウンサー・元石川テレビ放送アナウンサー
- 那須洋子 - 元静岡第一テレビアナウンサー
- 鈴木ともみ - フリーアナウンサー・元ラジオNIKKEI記者

### スポーツ
- 落合弘 - 元サッカー選手（三菱重工所属）、浦和レッズ ハートフルクラブ指導者、元日本代表
- 近江友介 - 元サッカー選手（日立製作所所属）、元サッカー日本代表
- 日高憲敬 - 元サッカー選手（新日鐵所属）、元日本代表
- 鈴木保 - 元サッカー選手（日産自動車所属）、元指導者
- 清水秀彦 - 元サッカー選手（日産自動車所属）、指導者、元解説者
- 田中孝司 - 元サッカー選手（日本鋼管所属）、指導者、元日本代表
- 井上敦史 - 元サッカー選手（ガイナーレ鳥取）
- 堀之内聖 - 元サッカー選手（モンテディオ山形）、浦和レッズスタッフ
- 町田多聞 - 元サッカー選手（ソニー仙台FC）
- 大山俊輔 - 元サッカー選手（カターレ富山）※サッカー部には所属せず。
- 大山啓輔 - サッカー選手（大宮アルディージャ）※サッカー部には所属せず。
- 戸嶋祥郎 - サッカー選手（柏レイソル）
- 冨田康平 - サッカー選手（京都サンガF.C.）
- 柿沼亨 - サッカー審判員
- 門山哲也 - ハンドボール選手、元ハンドボール日本代表（トヨタ車体）
- 藤光謙司 - 陸上選手（ゼンリン所属）